# Tutazá
Tutazá es un municipio del departamento de Boyacá. Se encuentra ubicado sobre la Cordillera oriental al nor-oriente del departamento , en la ruta Tunja, Duitama y Sogamoso.
Limita por el norte con el municipio de Sativanorte, por el occidente con el departamento de Santander, al sur con el municipio de Belén y al oriente con Paz de Río.
Cuenta con la vereda la capilla el páramo, ubicada a 3250 m de altura sobre el nivel del mar, las romerías en torno a la virgen de los tiestecitos concentra población aledaña en sus fiestas patronales. Tiene bajo su jurisdicción un centro poblado: La Capilla.

## Símbolos municipales

### Escudo
- Corona: muestra la religiosidad del pueblo y la devoción a la virgen María.
- Laureles: Riqueza Natural.

Cuadrante inferior: 
- Jarrones: muestra la riqueza artesanal de la cual está provista la comunidad tutanceña.

Cuadrante Superior:
- lagos y páramos.

### Himno
La letra del himno fue escrita por Jorge Alberto Guatibonza.

## Historia
El municipio de Tutazá, es un poblado que data desde antes de la conquista. Su nombre proviene del cacique Tutazua, que en idioma chibcha significa «hijo del sol». Los primeros datos históricos del municipio, aparecen en los enviados de Rey Fernando VII y la Reina Isabel. En los encuentros guerreros con los españoles el Tutazúa, se juntó con el que mandaba en Duitama para hacer la respectiva oposición en tiempos de la Colonia. Las fuerzas del cacique Tundama fueron derrotadas por los ejércitos españoles, junto a las del cacique de Tutazá.
Tutazua era un valiente e incansable luchador por la defensa de su comarca, lo que le sirvió para ser uno de los preferidos del Tundama sin olvidar que también era de sus grandes tributarios. El Cacique Tutazua conservaba vieja enemistad con el Cacique Boche de Socha, porque éste le había infringido una derrota a su tribu, por lo buscaba una ocasión para entablar un duelo. Retó al Boche quien aceptó e invitándolo a que se realizará el duelo en el desfiladero sobre la margen izquierda del río Chicamocha. Cuando ambos Caciques estuvieron en el lugar convenido, iniciaron la lucha. El Tutazúa viendo que su rival no era tan débil como se lo había imaginado. Tutazua intento arrojar al Boche al abismo, objetivo que no pudo lograr. El combate finalizó cuando Tutazua en un movimiento colocó al Boche al borde del abismo y ambos rodaron por el peñasco hasta sepultarse en un profundo pozo. Las tribus que no salían de su asombro y desconcierto al verse sin sus jefes pactaron allí mismo la paz.
El Cacique Tutazúa era hermano del cacique Tomagata que gobernó cerca de Tunja pero por temor a la llegada de los españoles se desplazó a Betéitiva recorriendo luego el caserío que hoy lleva el nombre de Tutazá.
La religión católica fue extendida en el territorio por los padres Agustinos, quienes tenían su principal convento en Otenga, municipio de Beteitiva. En cuanto al desarrollo de la población en esos tiempos su principal monarca fue Custodio de los Reyes, quien estuvo presente y al tanto de la proclamación como municipio según ordenanza de la Cámara provincial del Tundama.
Los padres Agustinos permanecieron por muchos años en Tutazá, según la siguiente lista que trae el R.P. Agustino Fray José Pérez Gómez en su obra titulada Apuntes históricos de las misiones Agustinas en Colombia.1632- R.P. Fray Juan Bautista
- 1639- Nicolas Beltran
- 1641- Juan de la Cruz
- 1645- Miguel San Nicolás
- 1649- Bartolomé Berganzo Gamboa
- 1670- Francisco de Palma
- 1676- Diego de Lara
- 1678- Juan Pérez Cordero
- 1681- Andrés Sarmiento
- 1684- José León Castellanos
- 1688- Mateo Serrano
- 1691- José León Castellanos
- 1697- Pedro Berrío
- 1705- José del Rincón
- 1709- Miguel de Riveros
- 1717- Francisco Gómez de Angarita
- 1728- José de los Olivos
- 1735- Diego Gallo
- 1736- Esteban de la Portilla
- 1737- Diego de León
- 1739- Miguel Pineda
- 1746- José de Ovalle

Los padres Agustinos construyeron un templo doctrinero, el cual era una construcción muy sencilla, allí se empezó a rendir culto a la Virgen del Rosario de Tutazá. El párroco actual es José Arturo Ramírez Sanabria. 
Antes del siglo XVIII se veneraba esta imagen, pues ya en 1650 tenía organizada su cofradía, como consta en los archivos dominicanos de Tunja. La tradición sostiene que la Virgen del Rosario de Tutazá es de origen Quiteño. El busto y manos, pues de vestir, son de una hermosura singular; nariz aguileña, de aire gentil y de buena estatura. Cobíjala un manto amplio y tiene a sus pies una media luna. Lleva en su mano derecha el Santo Rosario y en la mano izquierda el Niño Jesús. Corona y aureolas de estrellas llevan hijo y madre. 
Tutazá fue un resguardo indígena que fue rematado el 16 de octubre de 1777 por la suma de $1.050 por algunos vecinos ante el corregidor interino don José María Campusano y Lanz. El rematador de dicho resguardo fue don Javier Garcia natural y vecino de Sativa.
Tutazá estuvo representada en la proclamación de Tunja como República el 9 de octubre de 1811 por medio de un elector, Custodio de los Reyes. En lo que respecta a la gesta libertadora Tutazá también aportó, delegando soldados para el ejército independentista como es el caso del prócer Pio Morantes, quien perdió la vida en la batalla de Boyacá el 7 de agosto de 1819.
Simón Bolívar visitó esta población el 18 de julio de 1819 y el Libertador supo que la principal industria de los habitantes de Tutazá era la fabricación de utensilios de arcilla. Estuvo en la iglesia y conoció a la Virgen del Rosario llamada La Estrella de Tutazá. Se dice que El 25 de julio de 1819 durante la batalla del Pantano de Vargas, cuando las tropas republicanas estaban casi derrotadas, el Libertador invocó con fervor el nombre de la Virgen de Tutazá, pero no se acordó el nombre del pueblo y exclamó Virgen de allá de donde hacen tiestos. El coronel Juan José Rondón a la cabeza de catorce lanceros nueve boyacenses y seis venezolanos, se arrojaron sobre sus contrarios, sembraron el pánico en las tropas españolas que ya estaban victoriosas y equilibraron el resultado del combate. 
Tutazá se proclamó como municipio el 6 de octubre de 1849 (175 años) por ordenanza de la Cámara provincial del Tundama, dependiente del Cantón de Santa Rosa de Viterbo, siendo el primer alcalde Agustín Rodríguez. En el año de 1848 se declaró distrito Parroquia y como Parroquia se proclamó en el año 1852 siendo su primer párroco Ignacio Ramón Avella, quien inició la construcción del actual templo parroquial. Fue declarada parroquia formal por Antonio Herrán. La parroquia de Tutazá posee dentro de sus archivos documentos de gran valor histórico como: los primeros bautizados, las primeras defunciones en 1775. El primer bautizo fue en el año 1717.
Los alcaldes por elección popular en su orden son: Parmenio Rincón Carvajal, Myriam Estupiñan Guerrero, Ismael Sissa Moreno, Alirio Alarcón Merchàn,Hugo Javier Dueñas Castro, Fabio Antonio Guarin Gómez, Carlos Saul Reyes Estupiñan.

## Geografía
Está conformado por nueve veredas que son: Alizal, Cartavita, Centro, Pargua, Parguita, Pena Negra, Toval, Páramo y Llano del Carmen. Por su conformación topográfica, presenta los pisos térmicos frío y páramo, está bañado por los ríos Mocharía y Pargua, además de varias fuentes menores. Dista del Municipio de Belén a 13 km, de Duitama 40 km, de Tunja 95 km, y de Bogotá 240 km . Posee una pequeña extensión urbana de 35 km² y una rural de 100 km² .
La altitud promedio del municipio se encuentra entre los 2600 y 4000 metros sobre el nivel del mar. Además de contar con grandes extensiones de páramo, también con numerosos cuerpos hídricos tales como las lagunas Barrosas, Pozo Negro, Seca, El Carrizo, Moreno, Escondedero, Larga, El Santuario, El Salitre, Brava, El Guijarro, Pedrisco, Los Patos y la ciénaga de los Colorados. Es el lugar de nacimiento de los ríos Suárez y Tute de la cuenca del río Chicamocha.

## Economía
La principal fuente económica del municipio es la agricultura y la ganadería. Por su clima frío, favorece la cultivacion de papa, maíz, frijol, cebada, trigo, haba, arveja. Los agricultores siembran en su mayoría papa y de la venta del producto, es que subsisten económicamente. También la ganadería es fuente de ingreso. Ahora gracias a los diferentes programas agropecuarios adelantados en la región, los habitantes tutaceños han aprendido a explotar de mejor manera sus pequeñas parcelas, dejando gran cantidad de estas para la explotación bovina.

## Comunicación
Terrestres:
El municipio de Tutazá se comunica con las principales ciudades del departamento por la Ruta Nacional 55 que luego de llegar al municipio de Belén se desvía hacia la zona urbana además de atravesar el corregimiento de La Capilla. En cuanto al transporte por bus hacia Duitama, existen tres horarios diarios: 7.30, 13.00 y 17.00 h.

## Geología
La región corresponde a una zona de "laderas medias y altas de montaña" con alturas promedio entre 2600 y 4000 m s. n. m., el relieve se presenta desde zonas planas formadas por los depósitos cuaternarios en la vereda el páramo, y en el sector el Alisal en cercanías de la quebrada del mismo nombre, hasta zonas escarpadas correspondientes a las rocas de mayor resistencia a la erosión; también se presentan zonas onduladas con gran influencia de la erosión sobre el modelado del paisaje.
En el Municipio de Tutazá se encuentran aflorando formaciones rocosas duras como es el caso de la arenisca de la Formación Floresta, el granito del paquete de rocas ígneas y las areniscas de la Formación Une. Las cuales marcan los principales escarpes que se observan en el área de estudio contrastando las geoformas ligeramente onduladas de las formaciones blandas como las arcillolitas de la formación Floresta, las lutitas de la Formación Capacho y las calizas con alternancia de arcillolitas de la Formación Tibasosa; y formaciones muy blandas representados por los depósitos cuaternarios.
Los depósitos cuaternarios representan otras geoformas que cubren las laderas de las principales microcuencas por debajo de los escarpes rocosos y algunos sectores planos del Municipio, los cuales tienen una gran vulnerabilidad a presentar fenómenos de deslizamientos y remoción en masa ante la presencia de eventos detonantes como las precipitaciones fuertes y los sismos o terremotos. Estos depósitos cuaternarios están representados por rocas no consolidadas de origen aluvial en forma de terrazas a lo largo de los ríos Mocharía, Güina y en la quebrada Alisal; depósitos de origen glaciar, localizados hacia la parte alta de la vereda Páramo y en la vereda El Tobal; depósitos de morrenas laterales y frontales ubicadas en la vereda El Páramo; y los depósitos de tipo coluvial ubicados sobre las laderas de las fuentes de agua.
Las formaciones blandas presentan erosión laminar, erosión en surcos y erosión en cárcavas, como se puede observar en las arcillolitas de la formación Floresta, y las rocas de la Formación Capacho. Este fenómeno se presenta debido a la escasa vegetación en la zona (arbustiva y xerofítica), ocasionando la degradación del suelo por efecto de las aguas de escorrentía y la acción del elemento aire.

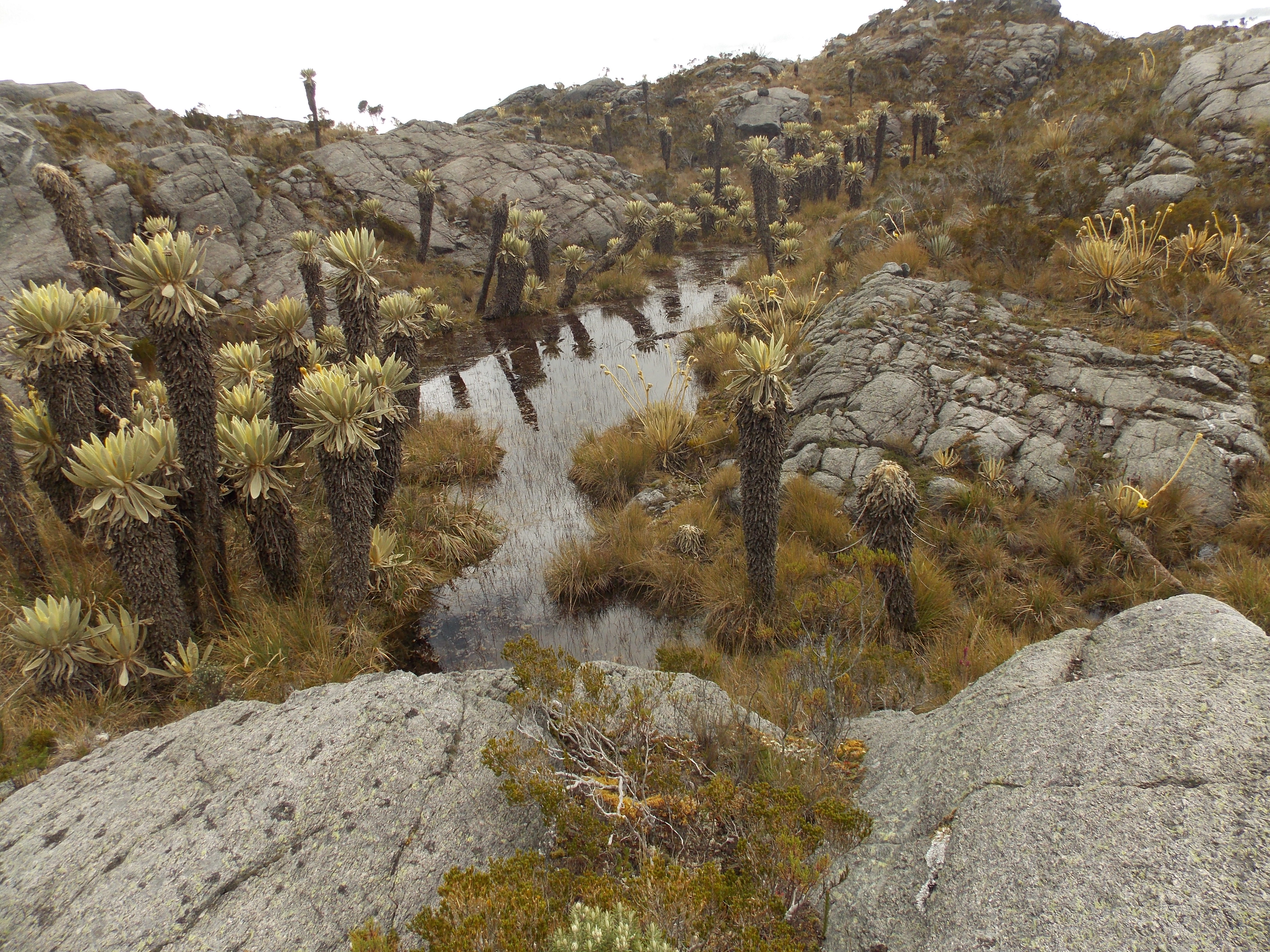
Ecosistema de páramo presente en Tutazá. Páramo del Consuelo.

### Ecología
En el marco regional decimos que las rocas que constituyen el tema de este esquema de ordenamiento, pertenecen a la Cordillera oriental de Colombia, con lo cual se estaría hablando implícitamente de una estructura sencilla que comprende estratos que datan desde el Pre - devónico hasta el Cuaternario, acotando sin embargo que los sedimentos del Devónico son los más frecuentes y los de mayores espesores, así como resaltar la ausencia de sedimentos de edad Terciaria en la zona.
Teniendo en cuenta lo anteriormente planteado y observando las tres grandes discordancias presentes en la región, se puede dividir la secuencia estratigráfica en cuatro conjuntos principales:
- Basamento cristalino.
- Serie Molásica – Mesozoica.
- Serie Cretácea – Terciaria.
- Depósitos post – andinos.

## Festividades
El domingo de quincuagésima (domingo antes del Miércoles de ceniza) y primer domingo de octubre, se realizan las festividades de orden religioso, en donde gran cantidad de fieles venidos de distintas regiones del país, incluso de Venezuela, visitan a la Morenita como llaman a la Virgen de Nuestra Señora del Rosario o de la Libertad, como también se conoce.